# 陳濟垣

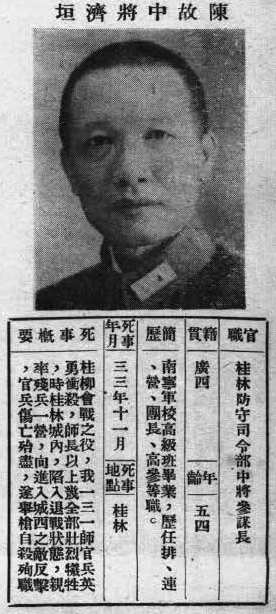
《抗戰軍人忠烈錄》（第一輯）中的陳濟垣烈士遺像

陳濟垣（？—1944年11月），字崑山。廣西省岑溪縣人。他為抗日戰爭期間陣亡的中國軍方高級將領之一。

## 生平[1]
民國33年10月桂柳會戰時，任桂林防守司令部參謀長中將，在桂林城內與日軍戰鬥，官兵傷亡殆盡，舉槍自殺成仁。